# Abderrahime Bouramdane
Abderrahime Bouramdane (en arabe : عبد الرحيم بو رمضان ; né le 1er janvier 1978) est un athlète marocain spécialiste du marathon.

## Biographie
Né à Fès, il participe à son premier marathon qui se déroule à Fès dès l'âge de 17 ans et termine à la première position, ce qui lui a donné l'idée de devenir un athlète et se spécialiser dans l'épreuve du marathon.

### Carrière sportive
Il commence sa carrière sportive en intégrant le club de Fès pour athlétisme, il devient amateur en 2000 et devient professionnel en 2004, il remporte sa première médaille en 2005 lors des Jeux de la Francophonie en 2005 au Niger et remporte la médaille de bronze. En 2008, il remporte la médaille d'argent lors du Marathon de Boston, cinq mois plus tard, il participe aux Jeux olympiques d'été de 2008 à Pékin. Il se classe 28e avec une performance de 2 h 17 min 42 secondes. En 2011, il participe aux Championnats du monde d'athlétisme 2011 à Daegu en Corée du Sud, il se classe 4e avec une magnifique performance de 2 h 10 min 55 secondes. En 2012, il est qualifié aux Jeux olympiques d'été de 2012 à Londres.

### Palmarès
| Date | Compétition             | Lieu     | Résultat | Performance     |
| ---- | ----------------------- | -------- | -------- | --------------- |
| 2005 | Jeux de la Francophonie | Niger    | 3e       | 2 h 18 min 46 s |
| 2005 | Championnat du monde    | Helsinki | —        | Abandon         |
| 2007 | Championnat du monde    | Osaka    | 45e      | 2 h 33 min 26 s |
| 2008 | Marathon de Boston      | Boston   | 2e       | 2 h 09 min 04   |
| 2008 | Jeux olympiques d'été   | Beijing  | 26e      | 2 h 17 min 42   |
| 2011 | Championnat du monde    | Daegu    | 4e       | 2 h 10 min 55   |

#### Records personnels
| Épreuve       | Performance     | Lieu     | Date          |
| ------------- | --------------- | -------- | ------------- |
| Semi-marathon | 1 h 03 min 47 s | Lisbonne | 20 mars 2011  |
| 30 kilomètres | 1 h 29 min 00 s | Londres  | 25 avril 2010 |
| Marathon      | 2 h 07 min 33 s | Londres  | 25 avril 2010 |